# Nikolaus Schmölder
Nikolaus Schmölder (* 28. Februar 1798 in Hochheim am Main; † 29. Januar 1872 in Wiesbaden-Biebrich) war ein deutscher Kaufmann und Mitglied des Nassauischen Landtags.

## Leben
Nikolaus Schmölder wurde als Sohn des Kaufmanns Peter Schmölder († 1813) und dessen Ehefrau Barbara Beringer (1767–1796) geboren und war als Kaufmann in Wiesbaden tätig, als er am 18. März 1833 als Nachfolger von Friedrich Lang in die Zweite Kammer des Landtages des Herzogtums Nassau gewählt wurde. 
1836 legte er sein Mandat, das er aus der Gruppe der Gewerbetreibenden mit absoluter Stimmenmehrheit erhalten hatte, nieder.